# Grimsås
Grimsås – miejscowość (tätort) w Szwecji, w regionie administracyjnym (län) Västra Götaland, w gminie Tranemo.
Według danych Szwedzkiego Urzędu Statystycznego liczba ludności wyniosła: 694 (31 grudnia 2015), 727 (31 grudnia 2018) i 729 (31 grudnia 2019).